# Rachispoda anathema
Rachispoda anathema är en tvåvingeart som beskrevs av Wheeler 1995. Rachispoda anathema ingår i släktet Rachispoda och familjen hoppflugor.
Artens utbredningsområde är Oregon. Inga underarter finns listade i Catalogue of Life.